# Веслі Вайтгаус
Веслі Вайтгаус (англ. Wesley Whitehouse; нар. 13 березня 1979) — колишній південноафриканський тенісист.
Найвищу одиночну позицію світового рейтингу — 214 місце досяг 2 серпня 2004, парну — 137 місце — 22 листопада 1999 року.
Найвищим досягненням на турнірах Великого шолома було 3 коло в парному розряді.
Завершив кар'єру 2015 року.

## Юніорські фінали турнірів Великого шолома

### Одиночний розряд: 3 (1–2)
| Результат | Рік  | Турнір                                 | Покриття | Суперник         | Рахунок       |
| --------- | ---- | -------------------------------------- | -------- | ---------------- | ------------- |
| Поразка   | 1997 | Відкритий чемпіонат Австралії з тенісу | Тверде   | Даніель Ельснер  | 6–7, 2–6      |
| Перемога  | 1997 | Вімблдонський турнір                   | Трава    | Даніель Ельснер  | 6–3, 7–6      |
| Поразка   | 1997 | Відкритий чемпіонат США з тенісу       | Тверде   | Арно Ді Паскуале | 7–6, 4–6, 1–6 |

### Парний розряд: 3 (3 поразки)
| Результат | Рік  | Турнір                                 | Покриття | Партнер                | Суперники                       | Рахунок  |
| --------- | ---- | -------------------------------------- | -------- | ---------------------- | ------------------------------- | -------- |
| Поразка   | 1996 | Вімблдонський турнір                   | Трава    | Дамін Робертс          | Жоселін Робішо Даніеле Браччалі | 2–6, 4–6 |
| Поразка   | 1997 | Відкритий чемпіонат Австралії з тенісу | Тверде   | Яко ван дер Вестгейзен | Девід Шервуд Джеймс Тротмен     | 6–7, 3–6 |
| Поразка   | 1997 | Вімблдонський турнір                   | Трава    | Яко ван дер Вестгейзен | Луїс Орна Ніколас Массу         | 4–6, 2–6 |

## Часовий графік результатів
| W | Ф | ПФ | ЧФ | #Р | КТ | К# | DNQ | A | NH |

### Одиночний розряд
| Турніри Великого шлему                 |     |     |     |     |     |     |     |     |     |     |       |     |   |
| Відкритий чемпіонат Австралії з тенісу |     | К2р |     |     |     |     |     |     |     |     | 0 / 0 | 0–0 | – |
| Відкритий чемпіонат Франції з тенісу   |     |     |     |     |     |     |     |     |     |     | 0 / 0 | 0–0 | – |
| Вімблдонський турнір                   | К2р | К3р |     |     |     |     | К3р |     | К1р | К1р | 0 / 0 | 0–0 | – |
| Відкритий чемпіонат США з тенісу       | К3р |     |     |     |     |     | К2р |     |     |     | 0 / 0 | 0–0 | – |
| В-П                                    | 0–0 | 0–0 | 0–0 | 0–0 | 0–0 | 0–0 | 0–0 | 0–0 | 0–0 | 0–0 | 0 / 0 | 0–0 | – |

## Фінали ATP Челленджер і ITF Ф'ючерс

### Одиночний розряд: 12 (8–4)
| Легенда              |
| -------------------- |
| ATP Челленджер (0–1) |
| ITF Ф'ючерс (8–3)    |

| Фінали за покриттям |
| ------------------- |
| Тверде (7–4)        |
| Ґрунт (1–0)         |
| Трава (0–0)         |
| Килим (0–0)         |

| Результат | В-П | Дата     | Турнір                | Рівень     | Покриття | Суперник           | Рахунок                   |
| --------- | --- | -------- | --------------------- | ---------- | -------- | ------------------ | ------------------------- |
| Поразка   | 0–1 | Чер 2001 | Намібія F1, Віндгук   | Ф'ючерс    | Тверде   | Віллем-Петрус Меєр | 7–6(8–6), 4–6, 6–7(2–7)   |
| Перемога  | 1–1 | Жов 2002 | Намібія F1, Віндгук   | Ф'ючерс    | Тверде   | Гвіньяї Тонгуна    | 7–5, 6–1                  |
| Перемога  | 2–1 | Лис 2002 | Ботсвана F1, Габороне | Ф'ючерс    | Тверде   | Джиніус Чикзікве   | 6–4, 6–2                  |
| Перемога  | 3–1 | Лис 2002 | Зімбабве F1, Булавайо | Ф'ючерс    | Тверде   | Джиніус Чикзікве   | 4–6, 6–3, 6–3             |
| Перемога  | 4–1 | Сер 2003 | Нігерія F3, Лагос     | Ф'ючерс    | Тверде   | Валентен Санон     | 6–4, 6–1                  |
| Перемога  | 5–1 | Вер 2003 | Кенія F1, Момбаса     | Ф'ючерс    | Тверде   | Мохамед Мамун      | 7–5, 2–6, 7–6(8–6)        |
| Перемога  | 6–1 | Жов 2003 | Руанда F2, Кігалі     | Ф'ючерс    | Ґрунт    | Ярослав Поспішил   | 6–4, 4–6, 7–5             |
| Перемога  | 7–1 | Жов 2003 | Нігерія F5, Лагос     | Ф'ючерс    | Тверде   | Віллем-Петрус Меєр | 6–4, 6–2                  |
| Поразка   | 7–2 | Жов 2004 | Остін, США            | Челленджер | Тверде   | Роберт Кендрік     | 5–7, 7–6(7–2), 2–6        |
| Поразка   | 7–3 | Лис 2004 | Ботсвана F1, Габороне | Ф'ючерс    | Тверде   | Кевін Андерсон     | 7–6(7–1), 4–6, 6–7(13–15) |
| Перемога  | 8–3 | Лют 2007 | США F4, Браунсвілл    | Ф'ючерс    | Тверде   | Горія Текеу        | 6–3, 3–6, 7–5             |
| Поразка   | 8–4 | Бер 2007 | США F6, Мак-Аллен     | Ф'ючерс    | Тверде   | Пітер Поланскі     | 3–6, 2–6                  |

### Парний розряд: 28 (19–9)
| Легенда              |
| -------------------- |
| ATP Челленджер (6–3) |
| ITF Ф'ючерс (13–6)   |

| Фінали за покриттям |
| ------------------- |
| Тверде (18–6)       |
| Ґрунт (0–2)         |
| Трава (1–1)         |
| Килим (0–0)         |

| Результат | В-П  | Дата     | Турнір                                   | Рівень     | Покриття | Партнер                     | Суперники                                | Рахунок            |
| --------- | ---- | -------- | ---------------------------------------- | ---------- | -------- | --------------------------- | ---------------------------------------- | ------------------ |
| Перемога  | 1–0  | Кві 1998 | Вадодара, Індія                          | Челленджер | Трава    | Майлз Вейкфілд              | Петер Трамаккі Максим Мирний             | 7–6, 7–6           |
| Перемога  | 2–0  | Сер 1998 | Бінгемтон, США                           | Челленджер | Тверде   | Майлз Вейкфілд              | Петр Лукса Бернардо Мартінес             | 7–5, 2–6, 7–5      |
| Поразка   | 2–1  | Лют 1999 | Колката, Індія                           | Челленджер | Трава    | Баррі Кован                 | Ноам Бер Еял Ран                         | 4–6, 7–6, 2–6      |
| Поразка   | 2–2  | Кві 1999 | Нью-Делі, Індія                          | Челленджер | Тверде   | Баррі Кован                 | Ноам Бер Еял Ран                         | 3–6, 6–4, 4–6      |
| Перемога  | 3–2  | Вер 1999 | Остін, США                               | Челленджер | Тверде   | Маркос Ондруска             | Пол Голдстейн Адам Пітерсон              | 7–5, 4–6, 6–2      |
| Поразка   | 3–3  | Сер 2000 | Lexington Challenger, США                | Челленджер | Тверде   | Грант Стеффорд              | Лоренцо Манта Лоренс Тілеман             | 6–7(5–7), 6–7(3–7) |
| Перемога  | 4–3  | Сер 2000 | Бронкс, США                              | Челленджер | Тверде   | Петр Лукса                  | Лі Хьон Тхек Юн Йон Їл                   | 3–6, 6–3, 6–2      |
| Перемога  | 5–3  | Жов 2000 | Сан-Антоніо, США                         | Челленджер | Тверде   | Гарет Вільямс               | Боб Браян Майк Браян                     | 6–3, 6–4           |
| Перемога  | 6–3  | Бер 2001 | Нова Зеландія F3, Тауранга               | Ф'ючерс    | Тверде   | Жоселін Робішо              | Марк Дрейпер Джон Хуей                   | 6–3, 6–3           |
| Поразка   | 6–4  | Чер 2001 | Намібія F1, Віндгук                      | Ф'ючерс    | Тверде   | Віллем-Петрус Меєр          | Ендрю Андерсон Дірк Стеґманн             | 6–7(8–10), 3–6     |
| Перемога  | 7–4  | Лис 2001 | США F27, Малібу                          | Ф'ючерс    | Тверде   | Зак Флейшман                | Віллем-Петрус Меєр Ремзі Сміт            | 7–5, 6–4           |
| Перемога  | 8–4  | Бер 2002 | Нова Зеландія F3, Окленд (Нова Зеландія) | Ф'ючерс    | Тверде   | Віллем-Петрус Меєр          | Дірк Стеґманн Йоган дю Рандт             | 6–4, 3–6, 6–1      |
| Перемога  | 9–4  | Жов 2002 | Намібія F1, Віндгук                      | Ф'ючерс    | Тверде   | Йоганнес Сайман             | Ендрю Андерсон Дірк Стеґманн             | 4–6, 6–4, 6–4      |
| Поразка   | 9–5  | Бер 2003 | Нова Зеландія F1, Бленім                 | Ф'ючерс    | Тверде   | Йоган дю Рандт              | Штефан Волі Като Дзюн                    | 6–7(6–8), 6–4, 3–6 |
| Перемога  | 10–5 | Бер 2003 | Нова Зеландія F3, Окленд (Нова Зеландія) | Ф'ючерс    | Тверде   | Йоган дю Рандт              | Алістер Гант Джеймс Шорталл              | 6–2, 6–4           |
| Поразка   | 10–6 | Сер 2003 | Нігерія F3, Лагос                        | Ф'ючерс    | Тверде   | Віллем-Петрус Меєр          | Мустафа Гусе Клод Н'Горан                | 6–1, 6–7(6–8), 2–6 |
| Перемога  | 11–6 | Сер 2003 | Нігерія F4, Лагос                        | Ф'ючерс    | Тверде   | Віллем-Петрус Меєр          | Джиніус Чикзікве Гвіньяї Тонгуна         | 6–2, 6–2           |
| Перемога  | 12–6 | Вер 2003 | Кенія F1, Момбаса                        | Ф'ючерс    | Тверде   | Віллем-Петрус Меєр          | Барт Бекс Матве Мідделкоп                | 6–3, 7–6(7–3)      |
| Поразка   | 12–7 | Вер 2003 | Руанда F1, Кігалі                        | Ф'ючерс    | Ґрунт    | Віллем-Петрус Меєр          | Душан Кароль Ярослав Поспішил            | 4–6, 6–7(1–7)      |
| Поразка   | 12–8 | Жов 2003 | Руанда F2, Кігалі                        | Ф'ючерс    | Ґрунт    | Віллем-Петрус Меєр          | Душан Кароль Ярослав Поспішил            | без гри            |
| Перемога  | 13–8 | Жов 2003 | Нігерія F5, Лагос                        | Ф'ючерс    | Тверде   | Віллем-Петрус Меєр          | Мартін Сланар Tomer Suissa               | 7–6(7–3), 6–3      |
| Перемога  | 14–8 | Кві 2004 | США F9, Мобіл                            | Ф'ючерс    | Тверде   | Майкл Коста                 | Естебан Карріль Габрієль Трухільйо Солер | 6–3, 6–3           |
| Поразка   | 14–9 | Лис 2004 | Ботсвана F1, Габороне                    | Ф'ючерс    | Тверде   | Бенджамін Янсе ван Ренсбурґ | Стефен Мітчелл Кевін Андерсон            | 6–7(1–7), 6–7(5–7) |
| Перемога  | 15–9 | Бер 2006 | США F6, Мак-Аллен                        | Ф'ючерс    | Тверде   | П'єрр-Людовік Дюкло         | Міхел Конінґ Стевен Кортелінґ            | 6–3, 6–4           |
| Перемога  | 16–9 | Бер 2006 | США F7, Літл-Рок                         | Ф'ючерс    | Тверде   | Міхаель Кінтеро Агілар      | Брендан Еванс Скотт Удсема               | 6–4, 6–2           |
| Перемога  | 17–9 | Бер 2007 | США F5, Гарлінген                        | Ф'ючерс    | Тверде   | Ізак ван дер Мерве          | Ніколас Монро Горія Текеу                | 6–3, 6–1           |
| Перемога  | 18–9 | Кві 2007 | Таллахассі, США                          | Челленджер | Тверде   | Ізак ван дер Мерве          | Джон-Пол Фруттеро Мірко Пегар            | 6–3, 6–4           |
| Перемога  | 19–9 | Лип 2007 | США F14, Шингл-Спрінгс                   | Ф'ючерс    | Тверде   | Ізак ван дер Мерве          | Райлер Дегарт Раян Роу                   | 6–4, 6–1           |